# Caralluma joannis
Caralluma joannis là một loài thực vật có hoa trong họ La bố ma. Loài này được Maire mô tả khoa học đầu tiên năm 1940.